# خط طول 141° غرب
خط طول 141° غرب هو أحد خطوط الطول الجغرافية، والتي تمتد من القطب الشمالي الجغرافي إلى القطب الجنوبي الجغرافي، وحسب التحويل الزمني يتأخر خط طول 141° غرب عن خط غرينتش بـ9 ساعات و24 دقيقة.

## من القطب إلى القطب
ينطلق خط طول 141° غرب من القطب الشمالي نحو القطب الجنوبي مرورا بالمناطق التي ترد في الجدول التالي:
| الإحداثيات                           | البلد أو الإقليم أو البحر      | ملاحظات |
| ------------------------------------ | ------------------------------ | --- |
| 90°0′N 141°0′W / 90.000°N 141.000°W  | المحيط المتجمد الشمالي         | |
| 73°40′N 141°0′W / 73.667°N 141.000°W | بحر بيوفورت                    | |
| 69°39′N 141°0′W / 69.650°N 141.000°W | الولايات المتحدة / كندا border | ألاسكا / يوكون (إقليم) |
| 60°19′N 141°0′W / 60.317°N 141.000°W | الولايات المتحدة               | ألاسكا (Yakutat City و Borough) |
| 59°46′N 141°0′W / 59.767°N 141.000°W | المحيط الهادئ                  | مرورا بغرب Eiao island, تاهيتي (في 8°0′S 140°43′W / 8.000°S 140.717°W) · مرورا بشرق Napuka atoll, تاهيتي (في 14°11′S 141°10′W / 14.183°S 141.167°W) · مرورا بغرب Fangatau atoll, تاهيتي (في 15°49′S 140°53′W / 15.817°S 140.883°W) · مرورا بغرب Amanu atoll, تاهيتي (في 17°51′S 140°50′W / 17.850°S 140.833°W) |
| 18°4′S 141°0′W / 18.067°S 141.000°W  | تاهيتي                         | Hao atoll |
| 18°11′S 141°0′W / 18.183°S 141.000°W | المحيط الهادئ                  | مرورا بغرب Paraoa atoll, تاهيتي (في 19°7′S 140°43′W / 19.117°S 140.717°W) · مرورا بشرق Manuhangi atoll, تاهيتي (في 19°12′S 141°13′W / 19.200°S 141.217°W) |
| 60°0′S 141°0′W / 60.000°S 141.000°W  | المحيط الجنوبي                 | |
| 75°35′S 141°0′W / 75.583°S 141.000°W | القارة القطبية الجنوبية        | المطالب الإقليمية بالقارة القطبية الجنوبية |